# نعارة
النعَّارة أو النعَّارة الكهربائية هو جهاز كهربي يستخدم لاختبار عزل المحركات ذات الملفات القليلة. ويتكون النعَّارة من ملفات حول القلب الحديدي متصلة بمصدر للتيار المتردد. وعندما يُوضع النعَّارة على المحرك أو على ملفات العضو الثابت، يكون ملفًا ابتدائيًا للمحول بينما تكون ملفات المحرك ملفات ثانوية. ويُستخدم الحساس (اللامس) وهو شريط رقيق من الصلب محددًا للملفات.

## اختبارالمحرك
عند توصيل النعَّارة بالمحرك يتولد مجال مغناطيسي. وبذلك ينتقل المجال إلي ملفات المحرك ويمر تيار فيها. وبما أن عدد لفات المحرك متساوية، فيجب أن تكون قيمة التيار المقاسة عند كل لفه مساوية للأخرى إذا كانت الملفات سليمة. أما إذا كانت الملفات بها قصر أو انخفاض في قيمة عزل الملف، فإنها سوف تعطي تيار قيمته أعلى.

## استخدامات أخرى
يمكن استخدام النعَّارة في العديد من التطبيقات الآخري مثل :
- لاختبار المجال على ملفات التوالي والأقطاب المساعدة لمحرك التيار المستمر.
- لتحديد قطبية عضو الإنتاج.
- لاختبار العضو الدوار عند تغيير التردد.
- في تجارب الجهد المنخفض على المحولات العازلة.
- في تجارب الجهد العالي على المحول الذاتي.